# Mai Cheng
Mai Cheng, pseudonym för Wang Qiang, född 1962 i Shenyang, Manchuriet, bosatt i Dalian, är en kinesisk poet. 
Mai Cheng poesi är i aforistisk stil som närmar sig symbolism. Ett urval ur hans två första diktsamlingar Mai Chengs poesi (2000) och Ordens magnetism (2005) utkom på svenska 2009 under titeln En tår i diamanten.